# Podoł (rejon sudżański)
Podoł (ros. Подол) – słoboda w zachodniej Rosji, w sielsowiecie gonczarowskim rejonu sudżańskiego w obwodzie kurskim.

## Geografia
Miejscowość położona jest nad rzeką Olesznia, 2 km od centrum administracyjnego sielsowietu gonczarowskiego (Gonczarowka), 1 km od centrum administracyjnego rejonu (Sudża), 88,5 km od Kurska.
W granicach miejscowości znajduje się ulica Podoł-Sad i 88 posesji.

## Demografia
W 2010 r. miejscowość zamieszkiwały 254 osoby.